# PerSay
PerSay è una società start-up israeliana specializzata nelle tecnologie di riconoscimento del parlatore. Fondata nel 2000, i suoi sistemi vengono utilizzati nelle industrie bancario, assicurativo, i governi, e telecomunicazioni in tutto il mondo.

## Storia
PerSay è stata fondata nel febbraio 2000 come spin-off di Verint Systems, parte del gruppo Comverse Technology. La sua sede è a Ra'anana, con un ufficio a New York. Il suo principale investitore era SKFT, che getiva le attività di capitale di rischio per il gruppo Shrem Fudim Kelner. Nell'aprile 2004 la società è stata valutata da 2,9 a 3,7 milioni di dollari statunitensi.
Nel 2010 l'azienda è stata venduta per una cifra non meglio precisata (stimato tra 10 e 20 milioni di dollari statunitensi) a Nuance Communications.

## Prodotti
PerSay commercializza i seguenti prodotti:
- VocalPassword, un sistema di identificazione biometrica di parlatori che verifica il parlatore durante un'interazione utilizzando un'applicazione vocale
- FreeSpeech, un sistema di identificazione di parlatori indipendente dal testo che verifica l'identità di una persona nel corso della conversazione naturale
- S.P.I.D., Un sistema di elaborazione audio che ricerca la voce di un bersaglio in un volume di chiamate intercettate